# Napoléon et la Conquête du monde
 (janvier 2018).
Œuvre de fiction écrite par Louis Geoffroy (1803 - 1858), Napoléon et la conquête du monde ou Napoléon apocryphe (selon les éditions) a été publiée anonymement en 1836, puis sous nom d'auteur à partir de 1841.
Elle est souvent considérée comme la première uchronie.
Le texte se présente comme l’authentique histoire de la conquête du monde par Napoléon Ier.

## Résumé
La Grande Armée investit Moscou en septembre 1812, mais, contrairement à l'histoire authentique, l’incendie déclenché par les Russes s'éteint de lui-même. Napoléon prend alors la route du nord avec ses troupes et triomphe de la Russie à la bataille de Novgorod. Le Tsar se voit imposer le catholicisme romain. L’année 1813 s’achève par la pacification de l’Espagne et la réconciliation avec le Pape.
Napoléon conquiert dans la foulée l’Angleterre et en fait une province française. La Russie, la Prusse, la Suède et l’Empire Ottoman se liguent en 1817 pour un dernier baroud d'honneur, mais la coalition est vite châtiée. L'Europe est définitivement conquise et l'Empereur réorganise le continent : il redessine les frontières, transforme les rois en sorte de préfets révocables et impose partout le centralisme administratif. Les progrès techniques et culturels sont nombreux : création de grands axes fluviaux et routiers, refonte des législations à l’échelle européenne.
Napoléon décide de partir à la conquête de l’Asie. L'affrontement au Moyen Orient est sanglant. L'Empereur progresse vers l’Est en imposant le christianisme et en créant des royaumes vassaux. Il a en chemin découvert les ruines de Babylone au nez et à la barbe de l’armée de savants qui l’accompagnait. La Grande Armée descend ensuite jusqu’en Australie, une mer intérieure est découverte. L’Afrique est conquise par différents corps d’armée.
Après avoir contourné le Cap de Bonne-Espérance, la flotte impériale revient vers l’Europe et s’apprête à faire halte sur l’île de Sainte-Hélène. En découvrant le contour de l’île à la longue-vue, Napoléon est pris de panique et commande de ne pas y aborder. Le retour en Europe laisse place à de somptueuses fêtes.
Pour finir, un congrès panaméricain décide de remettre la souveraineté du Nouveau Continent à Napoléon : la Monarchie universelle est fondée. Désormais Napoléon règne sur le monde et le genre humain. Possédant tout, son désir ne trouve plus d'objets. Il meurt en 1832, au sommet mais seul.

### Détournement de l’écriture historique
Le narrateur déclare à de nombreuses reprises qu’il écrit une authentique histoire. De nombreux documents, journaux officiels, déclarations publiques, sont d’ailleurs reproduits et créent un effet de réel. Le récit est fictif mais il détourne les codes du genre historique, il y a un jeu constant avec la vraisemblance.

### Première uchronie d'ampleur
Le terme uchronie est forgé par Charles Renouvier en 1857 : ce n’est donc qu’après coup que Napoléon apocryphe est qualifié d’uchronie. Cependant Louis Geoffroy pose ce qui est reconnu comme les bases du genre. Si l’histoire diverge en 1812 et enclenche une séquence historique contrefactuelle, beaucoup d’éléments rappellent l’histoire authentique. Il y a par exemple le clin d’œil au lecteur lorsque Napoléon arrive en vue de Sainte-Hélène : le Napoléon du récit n’est pas censé connaître l’exil de l’authentique Napoléon, pourtant il interdit à la flotte d’aborder. Cet épisode ne prend sens qu’au regard de l’histoire réelle. Il y a aussi mise en abyme lorsque le narrateur historien fait part d’un ouvrage qui raconterait la véritable histoire de l’Empire. Ainsi existerait-il, dans le monde divergent, un récit de l’authentique histoire, celle où Napoléon a été vaincu à Waterloo et a fini exilé à Sainte-Hélène... Évidemment tous ces épisodes sont comiques.
Sans doute Louis Geoffroy a-t-il eu l’idée de cette forme en lisant Le Mémorial de Sainte-Hélène de Las Cases dans lequel à de nombreuses reprises Napoléon fait lui-même de l’histoire contrefactuelle et imagine ce qui serait arrivé s’il n’avait pas été battu.

### Critique du régime impérial
Si le narrateur est élogieux devant la figure de Napoléon et la Monarchie universelle, des critiques se glissent souvent et font apparaître le caractère réel et brutal du régime impérial. À travers le portrait glorieux, le lecteur peut discerner la dimension violente et dominatrice du personnage, qui ne fait jamais place à l’altérité et gouverne par la force. La Monarchie universelle est également montrée comme totalitaire : il n’existe plus sur terre de lieu qui échappe à Napoléon et sur lequel on puisse être libre. Sous le faux éloge se cache un blâme.

## Éditions
- Napoléon et la conquête du monde, 1812-1832 : histoire de la monarchie universelle, Delloye, 1836 (première édition, publiée anonymement). Lien: https://gallica.bnf.fr/ark:/12148/bpt6k130834x
- Napoléon apocryphe. Histoire de la conquête du monde et de la monarchie universelle, Paulin, 1841 (réédition de celle de 1836, sous nom d'auteur).
- Napoléon apocryphe, 1812-1832 : histoire de la conquête du monde et de la monarchie universelle, Paulin, 1841 (réédition revue et augmentée). Lien: https://gallica.bnf.fr/ark:/12148/bpt6k65166864.r=
- Napoléon et la conquête du monde, 1812-1832, histoire de la monarchie universelle, Bry, 1851.
- Napoléon apocryphe 1812-1832. Histoire de la conquête du monde et de la monarchie universelle, Librairie illustrée, 1896.
- Napoléon et la conquête du monde: 1812-1832: histoire de la monarchie universelle: Napoléon apocryphe, Taillandier, 1983.
- Napoléon apocryphe, 1812-1832 : histoire de la conquête du monde & de la monarchie universelle, éd Pyrémonde, 2007.
- Napoléon apocryphe, 1812-1832, éd le Manuscrit (préface de Thierry Lentz), 2009.
- Napoléon apocryphe, 1812-1832 : l'histoire de la conquête du monde & de la monarchie universelle, éd des Régionalismes, 2013.